# Before the Doors: Live on I-5 Soundcheck
Before the Doors: Live on I-5 Soundcheck — сьомий міні-альбом (EP) американської групи Soundgarden, випущений 25 листопада 2011 року.

## Треклист
1. No Attention — 4:27
2. No Attention — 4:27
3. Waiting for the Sun
4. Room a Thousand Years Wide — 4:06
5. Somewhere — 4:21

## Розробники
- Кріс Корнелл — вокал, гітара
- Кім Таїл — гітара
- Бен Шеферд — бас
- Метт Кемерон — барабани